# I Can See Clearly Now
"I Can See Clearly Now" to piosenka napisana i nagrana przez amerykańskiego muzyka Johnny'ego Nasha. W 1972 roku wydana została jako singel promujący album o tym samym tytule i stała się hitem w Stanach Zjednoczonych i Wielkiej Brytanii. Covery utworu nagrało bardzo wielu artystów, a autorem najpopularniejszego jest Jimmy Cliff.
Piosenka posiada optymistyczny tekst i szybkie tempo, co stanowiło przeciwieństwo do innych popularnych w tamtym okresie utworów, takich jak m.in.: "Nights in White Satin" The Moody Blues, "Witchy Woman" Eagles i "Papa Was a Rollin' Stone" The Temptations. Nash dołączył tym samym do Elvisa Presleya, Chucka Berry'ego oraz Ricka Nelsona, pionierów rocka, którzy swoje ostatnie hity nagrali w 1972 roku.
Po miesiącu od ukazania się singla, "I Can See Clearly Now" rozeszła się w Stanach Zjednoczonych w ponad 500,000 egzemplarzy, a RIAA przyznała jej status złotej płyty. Piosenka w cztery tygodnie awansowała w zestawieniu Billboard Hot 100 z miejsca #20 na #5, a następnie na #1, na którym pozostała przez cztery tygodnie. Utwór przez cztery tygodnie utrzymywał się również na szczycie Hot Adult Contemporary Tracks.

## Lista utworów

### Wersja 1
1. "I Can See Clearly Now" — 2:44
2. "How Good It Is" — 2:38

### Wersja 2
1. "I Can See Clearly Now" — 2:44
2. "Cupid" — 3:30

## Pozycje na listach i certyfikaty

### Pozycje na listach
| Zestawienie (1972)                           | Pozycja        |
| -------------------------------------------- | -------------- |
| U.S. Billboard Black Singles                 | 38             |
| U.S. Billboard Hot Adult Contemporary Tracks | 1 (4 tygodnie) |
| U.S. Billboard Pop Singles                   | 1 (4 tygodnie) |
| Irish Singles Chart                          | 9              |
| UK Singles Chart                             | 5              |
| Zestawienie (1989)                           | Pozycja        |
| UK Singles Chart                             | 54             |

### Certyfikaty
| Kraj              | Certyfikat | Data              | Sprzedaż |
| ----------------- | ---------- | ----------------- | -------- |
| Stany Zjednoczone | Złoto      | 17 listopada 1972 | 500,000  |

## Wersja Jimmy'ego Cliffa
Wokalista reggae Jimmy Cliff nagrał w 1993 roku cover utworu do filmu Reggae na lodzie. W 1994 roku wydany został jako singel i stał się dla muzyka pierwszym od długiego czasu hitem, zajmując miejsce #18 na liście Billboard Hot 100.

### Pozycje na listach i certyfikaty

#### Pozycje na listach
| Zestawienie (1994)                                | Pozycja |
| ------------------------------------------------- | ------- |
| U.S. Billboard Hot 100                            | 18      |
| U.S. Billboard Bubbling Under R&B/Hip-Hop Singles | 11      |
| U.S. Billboard Hot Adult Contemporary Recurrents  | 2       |
| U.S. Billboard Hot Adult Contemporary Tracks      | 9       |
| U.S. Billboard Hot R&B/Hip-Hop Singles & Track    | 98      |
| U.S. Billboard Top 40 Mainstream                  | 7       |
| Australian ARIA Singles Chart                     | 17      |
| Dutch Singles Chart                               | 39      |
| French SNEP Singles Chart                         | 1       |
| German Singles Chart                              | 52      |
| New Zealand RIANZ Singles Chart                   | 1       |
| UK Singles Chart                                  | 23      |

#### Certyfikaty
| Kraj    | Certyfikat | Data             | Sprzedaż |
| ------- | ---------- | ---------------- | -------- |
| Francja | Srebro     | 30 kwietnia 1994 | 125,000  |

## Covery
Piosenkę nagrało bardzo wielu artystów, wśród których byli m.in.:
- Anne Murray
- Aswad
- Beat Crusaders
- Claude François
- Doyle Bramhall
- Donny Osmond
- Eagle-Eye Cherry
- Even in Blackouts
- Everlife
- Funk, Inc.
- Gladys Knight & the Pips
- Holly Cole Trio
- Hothouse Flowers
- Lee Towers
- Marisa Monte
- Neil Finn
- Ray Charles
- Saragossa Band
- Sonny and Cher
- Soul Asylum
- Willie Nelson
- Screeching Weasel